# Ptilothrix nemoralis
Ptilothrix nemoralis är en biart som beskrevs av Roig-alsina 2007. Ptilothrix nemoralis ingår i släktet Ptilothrix och familjen långtungebin. Inga underarter finns listade i Catalogue of Life.